# 休林
50°57′14″N 24°57′1″E / 50.95389°N 24.95028°E
休林（烏克蘭語：Щурин），是烏克蘭的村落，位於該國西部沃倫州，由盧茨克區負責管轄，始建於1604年，面積2.15平方公里，海拔高度187米，2001年人口673，人口密度每平方公里313.02人。